# Nanterre
Nanterre és un municipi francès, situat al departament dels Alts del Sena i a la regió de l'Illa de França. L'any 2004 tenia 86.700 habitants.
Està dividit entre el cantó de Nanterre-1 i el cantó de Nanterre-2 dins del districte de Nanterre. I des del 2016, de la divisió Paris Ouest La Défense de la Metròpolis del Gran París.
Conté la seu del partit polític Front National.